# Willy Lauwers
Willy Lauwers (* 17: April 1936 in Hemiksem; † 12. April 1959 in Palma de Mallorca) war ein belgischer Radrennfahrer und nationaler Meister im Radsport.

## Sportliche Laufbahn
Lauwers war im Straßenradsport und im Bahnradsport aktiv. Sein Spitzname lautete „Rupske“. Als Amateur gewann er 1955 mit Guillaume Tobback die nationale Meisterschaft im Zweier-Mannschaftsfahren. Bei der Meisterschaft im Sprint wurde er 1954 und 1955 Dritter, im Omnium 1955 Zweiter. 
Von 1956 bis 1959 war er Unabhängiger und Berufsfahrer. Er hatte seine Erfolge vor allem bei Rennen auf  Radrennbahnen. 1957 siegte er im Sechstagerennen von Antwerpen mit seinen Partnern Reginald Arnold und Ferdinando Terruzzi. An renommierten Zweier-Mannschaftsrennen gewann er 1956 den Prix du Salon mit Arsène Ryckaert, 1957 Prix Goullet-Fogler ebenfalls mit Arsène Ryckaert.
Auf der Straße wurde er 1957 Zweiter im Scheldeprijs und gewann 1958 das Eintagesrennen Hoegaarden–Antwerpen–Hoegaarden. Dazu kamen einige Siege in belgischen Kriterien. Er starb nach einem Sturz bei einem Steherrennen auf der Radrennbahn von Mallorca.
2002 wurde ihm zu Ehren der Grand Prix Rupske Lauwers in seiner Heimatstadt begründet und eine Gedenktafel für ihn in einer Straße seiner Heimatstadt angebracht.

## Familiäres
Sein Vater Stan Lauwers, sein Onkel Henri Lauwers und sein Bruder Danny Lauwers waren ebenfalls Radrennfahrer.